# نمودار جابه‌جایی

نمودار جابه‌جایی که در اثبات لم پنج از آن استفاده شده است.

در ریاضیات، به‌ویژه در نظریه رسته‌ها، یک نمودار جابه‌جایی نموداریست که درآن پیمودن تمام مسیرهای جهت‌دار درون نمودار که مبدأ و مقصد مشترکی دارند منجر به نتیجه یکسانی می گردد. نقش نمودارهای جابجایی در نظریه رسته‌ها همچون نقش معادلات در جبر است ((Barr و Wells 2002، بخش 1.7) را ببینید).